# Abu l-Walid
Abu l-Walid al-Ghamidi (arabisch أبو الوليد الغامدي, DMG Abū l-Walīd al-Ġāmidī oder عبد العزيز بن عمر, DMG ʿAbd al-ʿAzīz b. ʿUmar; russisch Абу аль-Валид аль-Гамиди Abu al-Walid al-Gamidi; * 1967 in Saudi-Arabien; † 16. April 2004 in Tschetschenien) war ein tschetschenischer Feldherr.
Der gebürtige Saudi-Araber fungierte nach dem Tod von Ibn al-Chattab als dessen Nachfolger und als Anführer der islamistisch-separatistischen Bewegung gegen die russischen Streitkräfte in Tschetschenien. Er galt als finanzieller Dreh- und Angelpunkt zwischen den tschetschenischen Rebellen und den Geldgebern aus dem Nahen Osten.
Im Sommer 1999 beteiligte sich Abu I-Walid am Entwurf von Angriffsplänen für den Dagestankrieg und leitete angeblich die Explosionen in Moskau und Wolgodonsk in die Wege (viele halten aber den FSB für den Drahtzieher). Die russische Generalstaatsanwaltschaft erklärte ihn und Ibn Al-Chattab zu den Hauptdrahtziehern dieser Terrorakten. Im April leitete er den Angriff auf den Konvoi des 51. Luftlanderegiments der 106. Russischen Luftlandedivision, bei dem 16 russische Militärs getötet wurden.